# Klobouk

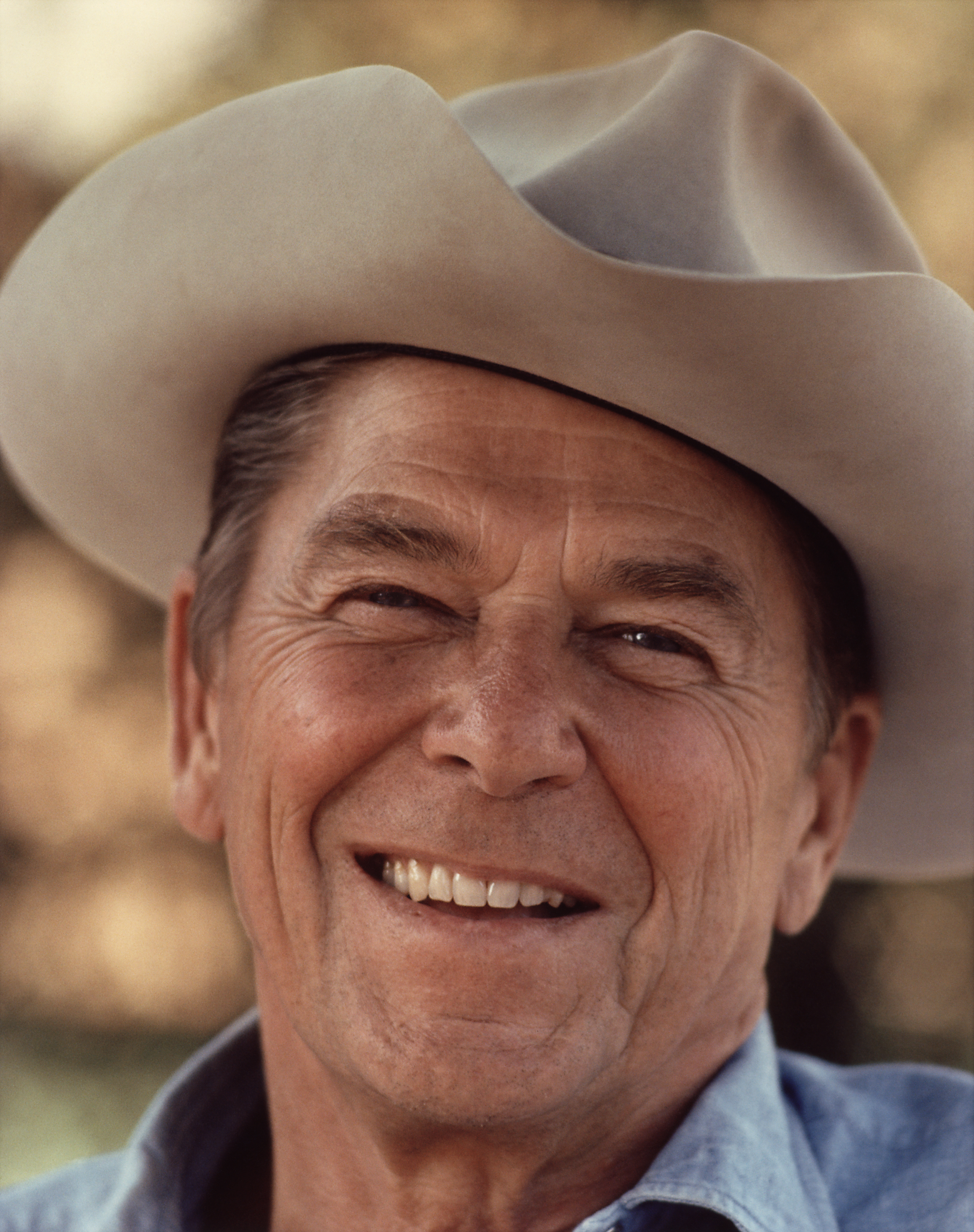
Ronald Reagan v klobouku, 1976

Klobouk je součást oblečení, slouží jako pokrývka hlavy. Ve srovnání s čepicí je větší a propracovanější a především se dělí na tři části: střecha či korpus mívá ploché dýnko, spodní okraj je široký, plochý nebo zvlněný, zvaný krempa, obepíná celý obvod klobouku jako okruží. Nemá-li klobouk krempu, může mít čelní štítek.

## Materiály
Nejčastějším materiálem pro výrobu klobouku je vlněné sukno, plst – zvířecí chlupy, používají se však i materiály jiné – kůže, lehké tkaniny jako len, rostlinná vlákna jako sláma nebo štípaný bambus, aj.

## Ozdoby
Klobouky bývají opatřeny nejrůznějšími ozdobami, nejčastěji stuhou s mašlí, štítkem, monogramem, erbem. Za stuhou bývá vetknuto ptačí pírko, jindy je dýnko ozdobeno chocholem z pštrosího či jiného peří. Klobouky dámské mívají dvě mašle k zavázání pod bradu a hojnou výzdobu na krempě či na střeše, například umělé květiny či ovoce.

## Používání klobouku

### Historie
Klobouk je doložen již na vyobrazeních ze starověké Mezopotámie a Řecka. V Evropě se klobouky hromadně začaly znovu užívat až od 15. století. Klobouk byzantského císaře, římských císařů Zikmunda Lucemburského nebo Rudolfa II. při některých příležitostech nahrazoval panovnickou korunu, stejně jako knížecí klobouk (tzv. Herzogshut) rakouských knížat.
Významnými obdobími rozvoje klobouků byly renesance, baroko a historické styly oblékání v 19. století. Klobouky byly a jsou často odznakem důstojenství (panovníků, církevních představitelů), úřadu nebo povolání, byly a dodnes jsou také součástí některých uniforem a livrejů.
V minulosti byly klobouky vždy odznakem svobodného člověka, atributem společenského postavení nositele či nositelky a nebylo myslitelné vyjít na ulici prostovlasý/á. Na znamení pozdravu, úcty či podřízenosti se pánské klobouky smekaly. Smeknutí doprovází úklon hlavy nebo poklona horní poloviny těla.
V přítomnosti panovníka, při bohoslužbě, při pohřbu a podobných příležitostech si nesměl žádný muž ponechat klobouk na hlavě.
V přítomnosti nadřízeného služebně podřízený musel klobouk smeknout. Smeknutím klobouku muž doprovázel nebo nahrazoval pozdrav.

### Současnost
V současnosti je nošení klobouků příležitostné, z praktických důvodů stále trvají klobouky sluneční. U mužů bývá tradiční typ městského klobouku chápán jako módní prvek nebo určitá extravagance. Ženy většinou užívají klobouky při významných společenských událostech, například bílý klobouk se závojem jako svatební, nebo černý klobouk se závojem jako smuteční. Je slušností pro muže i ženy brát si klobouky na určité události, např. na dostizích se stále nosí pánský klobouk "trilby".
K bontonu dodnes patří smeknout klobouk při vstupu do domu (bytu, restaurace, kostela…), při veřejném nesení státních symbolů (zejména vlajky), při produkci státní hymny, během pohřbů nebo pokud jede okolo pohřební vůz s nebožtíkem – platí jen pro muže.

## Typy klobouků
- australák

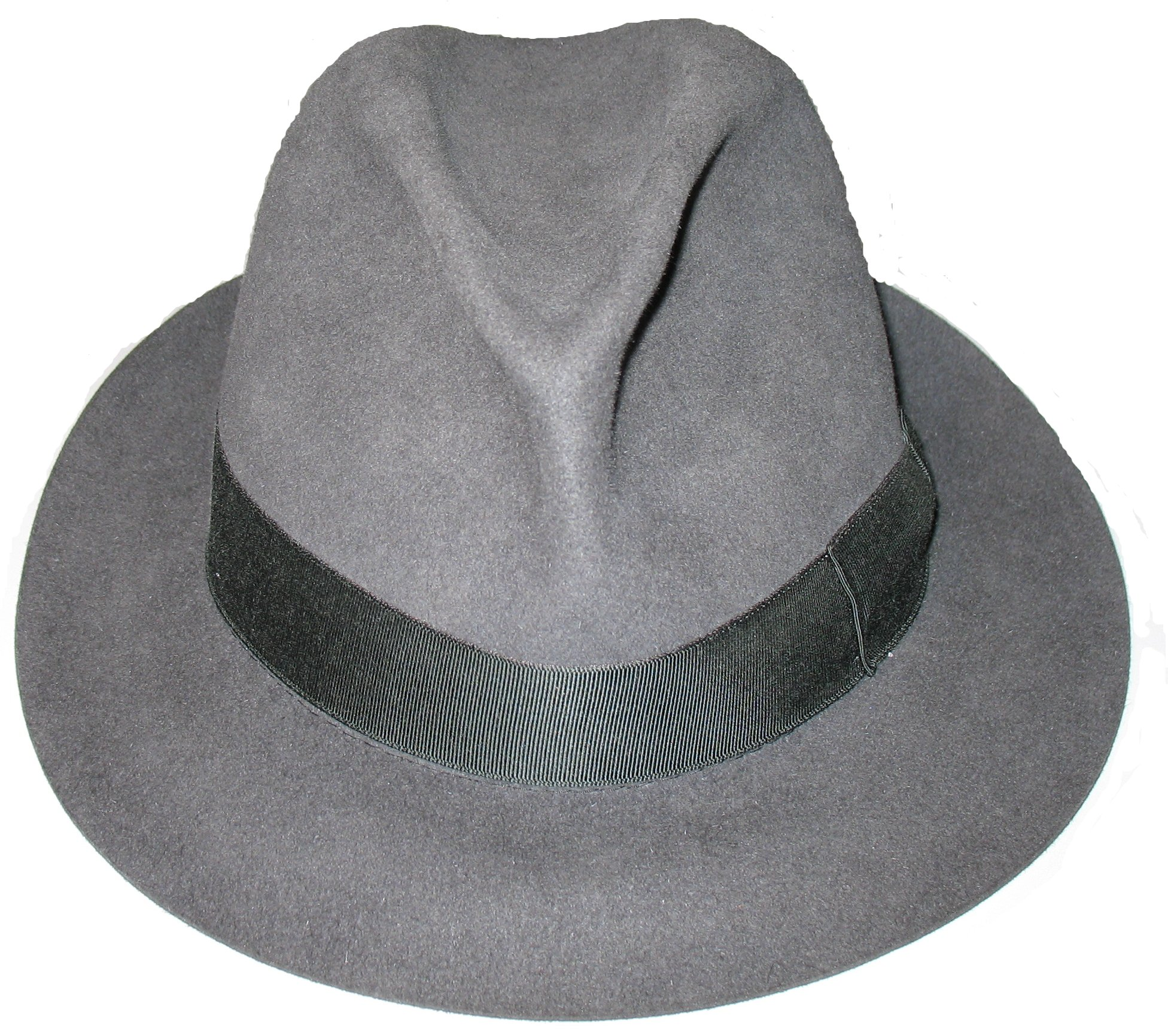
Fedora od firmy Borsalino

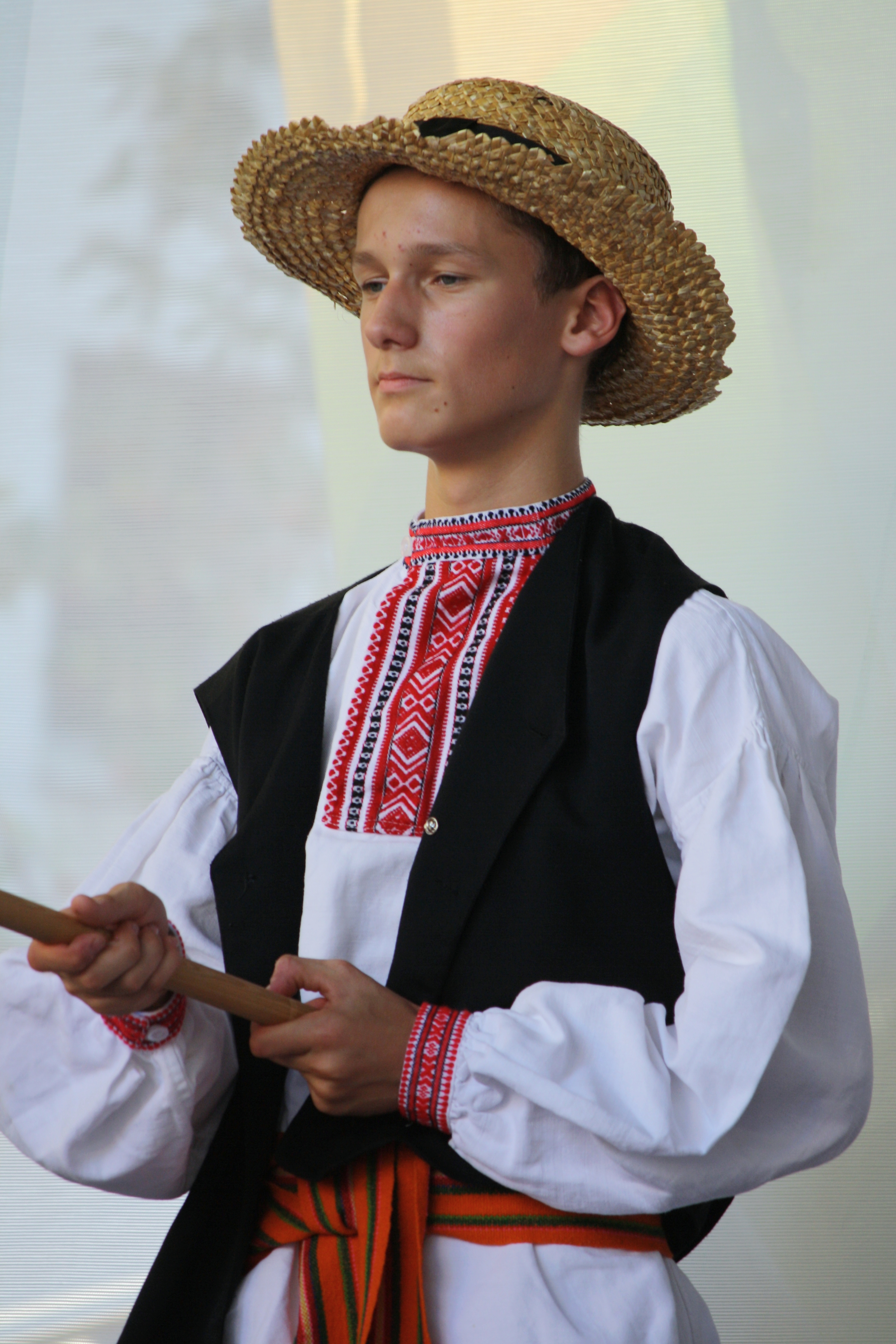
Chlapec se slaměným kloboukem

- buřinka – vyztužený klobouk z plsti, s úzkou po stranách vzhůru otočenou střechou
- cylindr
- fedora – klasický pánský plstěný klobouk, oblíbený ve filmech 50.-70. let, někdy nazýván podle italské firmy Borsalino
- fez – orientální klobouk válcového tvaru se střapcem nahoře, nejčastěji červené barvy s černým střapcem
- girarďák – čti žirarďák, plstěný či slaměný klobouk italské firmy Girardi
- homburg – letní plstěný klobouk v barvě bílé kávy
- jungle boonie hat – vojenský klobouk z bavlněné tkaniny, potištěný zeleno-hnědo-bílým maskovacím vzorem
- klak – skládací typ cylindru, cestovní či kouzelnický
- montera – černý španělský klobouk matadorů při býčích zápasech
- panama, též panamák – letní klobouk středoamerického původu z vláken palmy
- pastýřský klobouk (italsky: saturno či cappello romano), používaný katolickým duchovenstvem a řádovými kanovníky
  - kardinálský klobouk – purpurové barvy, se dvěma šňůrami a dvakrát šesti střapci, užívaný též v heraldice jako součást erbu
  - arcibiskupský klobouk
  - biskupský klobouk
  - galero
- stetson – klobouk amerických kovbojů, plstěný nebo kožený
- slaměný klobouk (slamák)
  - slaměný kuželový klobouk
  - sombrero – původem mexický kuželovitý klobouk se širokou střechou
  - chapeu de caipira – brazilský venkovský slaměný kloubouk s neupraveným okrajem, v současnosti převážně již jen jako typická rekvizita pro červnové slavnosti Festa Junina
- toka – dámský klobouk
- vojenské klobouky:
  - dvourohý klobouk – ((napoleonský))
  - třírohý klobouk